# Pressure Chief
Albums de Cake
Comfort Eagle Live at the Crystal Palace
Pressure Chief est le cinquième album studio du groupe de rock alternatif californien Cake, sorti le 5 octobre 2004. Il contient notamment le titre No Phone, un des principaux succès du groupe ainsi qu'une reprise du groupe Bread, The Guitar Man. L'album, après un bon départ, ne parvient pas à atteindre le succès de son prédécesseur.

## Liste des pistes
1. Wheels (McCrea) — 3:18
2. No Phone (McCrea, McCurdy) — (3:52)
3. Take It All Away (Forster, Klippert, McCrea) — (3:58)
4. Dime (McCrea) — (3:39)
5. Carbon Monoxide (McCrea) — (3:10)
6. The Guitar Man (Gates) — 3:54
7. Waiting (Di Fiore, McCrea) — 3:56
8. Baskets (McCrea) — (2:43)
9. End Of The Movie (McCrea) — (1:50)
10. Palm Of Your Hand (McCrea) — (2:57)
11. Tougher Than It Is (McCrea, Nelson) — 2:59

## Crédits
- John McCrea - chant, guitare acoustique, percussions, claviers
- Xan McCurdy - guitare acoustique, basse, batterie, guitare électrique, claviers, chœur
- Gabriel Nelson - guitare acoustique, basse, batterie, guitare électrique, claviers, chœur
- Vincent Di Fiore - percussions, trompette, claviers, chœur, melodica

- invité : Tyler Pope - guitare, percussions, claviers
- invité : Chuck Prophet - guitare électrique
- invité : Paulo Baldi - batterie
- invité : Matt McCord - batterie
- invité : Todd Roper - batterie
- invité : Greg Vincent - pedal steel guitare

## liens externes
- Ressources relatives à la musique :   - AllMusic
  - Discogs
  - MusicBrainz (groupes de sorties)
- Ressource relative à plusieurs domaines :   - Metacritic